# Artesa
Artesa, spořitelní družstvo je české spořitelní a úvěrní družstvo. Je držitelem řádné licence České národní banky.
Společnost Artesa byla založená dne 8. července 1999 pod původním názvem Spořitelní a úvěrní družstvo Svatopluk. Majoritním vlastníkem společnosti je Artesa Capital, a.s., jejímž hlavním akcionářem je český podnikatel Bohumil Koutník. 
V roce 2019 získalo ve spořitelním družstvu majetkový podíl ve výši 9,5 procenta římskokatolické Biskupství českobudějovické. Cena nebyla zveřejněna. Původně chtělo biskupství získat majoritu a pak také bankovní licenci. Měla tak vzniknout první katolická banka v Česku, projekt se však nerealizoval.
Artesa je historicky spojována s podnikatelem Františkem Savovem, který je v Česku vyšetřován pro stamilionové daňové podvody.

## Úvěrové obchody
- 1. července 2011 uzavřela Artesa smlouvu o úvěru se společností Legios, které poskytla úvěr 160 milionů korun.[5] 10. října 2011 se za tento úvěr do výše 130 milionů korun zaručila společnost Technosys.[5]
- V roce 2012 poskytla Artesa společnosti Individual Car Service vlastněné Antonínem Charouzem úvěr ve výši 45 milionů korun úročený sazbou 8 % p.a.[6][7]
- V srpnu 2014 uzavřela Artesa smlouvu o kontokorentním úvěru s vydavatelstvím Mladá fronta.[8][9]